# Roche Brasiliano
Roche Brasiliano (ur. ok. 1630 w Groningen, zaginął w 1671) – holenderski pirat (bukanier) działający w regionie Karaibów.

## Biografia
Urodził się około 1630 roku w Groningen, w Holandii, jako Gerrit Gerritszoon, w rodzinie kupieckiej. W młodości przybył wraz z rodzicami na pokładzie statku Holenderskiej Kompanii Zachodnioindyjskiej do Recife, w północno-wschodniej Brazylii, wówczas pod kontrolą holenderską (Nowa Holandia). Po odbiciu kolonii w 1654 roku przez Portugalczyków przedostał się wraz z rodziną na Jamajkę, osiadając w Port Royal, gdzie wkrótce rozpoczął karierę bukaniera.
Około stycznia 1663 roku zaciągnął się do załogi fregaty „Griffin”, wchodzącej w skład flotylli Christophera Myngsa, która wyruszyła w morze z zamiarem splądrowania hiszpańskiego miasta Campeche (Meksyk). W drodze „Griffin” oddzielił się jednak od reszty floty i utracił z nią kontakt, toteż z inicjatywy kapitana Adriaena van Diemena Swarta, jego załoga plądrowała w kolejnych miesiącach wybrzeże Kuby. Brasiliano wraz z grupą przychylnych mu współtowarzyszy wkrótce rozstał się z kapitanem Swartem i sam objął dowództwo nad zdobycznym barkiem. Renomę przyniosło mu zdobycie w 1664 roku wyładowanego srebrem i złotem hiszpańskiego galeonu „Sevillana”, z którym to łupem Brasiliano powrócił na Jamajkę.
W 1665 roku uczestniczył w angielskiej wyprawie przeciw holenderskim posiadłościom na Antylach w ramach II wojny angielsko-holenderskiej. Ta zakończyła się jednak przedwcześnie, po zdobyciu Sint Eustatius i śmierci głównodowodzącego, wicegubernatora Jamajki, Edwarda Morgana. W kolejnych latach Brasiliano łupił cele hiszpańskie; uczestniczył m.in. w napaści na Portobelo (1668) pod przewodnictwem Henry’ego Morgana.
W 1669 roku wyruszył w kolejną wyprawę przeciw miastu Campeche, został jednak pojmany i uwięziony przez Hiszpanów. Według relacji Alexandre’a Exquemelina, aby uniknąć powieszenia, Brasiliano posłużył się podstępem – sporządził list, rzekomo od jego współtowarzyszy przebywających na wolności, z groźbą krwawego odwetu na hiszpańskich jeńcach. Gubernator zadecydował o odesłaniu Brasiliano do Hiszpanii, skąd ten jednak uciekł i wkrótce powrócił na Jamajkę. Już w roku następnym uczestniczył w zorganizowanym przez Henry’ego Morgana ataku na fort San Lorenzo, który poprzedził napaść na Panamę.
Jego losy po 1671 roku nie są znane. Według niektórych podań zaginął na morzu, według innych skończył żebrząc na ulicach Port Royal.
Według ówczesnych doniesień Brasiliano cechował się nadzwyczajnym okrucieństwem. Alexandre Exquemelin napisał (1678), że Brasiliano przechadzał się pijany po ulicach Port Royal, napotkanym przechodniom ucinał ręce czy nogi, zaś niektórych pojmanych Hiszpanów nabijał na pal i piekł żywcem.

## W kulturze
Postać Roche Brasiliano została uwieczniona w filmie Pod piracką banderą (Against All Flags, 1952) i pojawia się w wielu grach komputerowych o tematyce pirackiej.